# 玛吉·麦克尼尔
汉娜·玛格丽特·麦克奈尔·"玛吉"·麦克尼尔（2000年2月26日—）是一名加拿大華裔女子游泳运动员，来自安大略省伦敦市，主攻蝶泳和自由泳。目前是奧運會及世錦賽女子100公尺蝶泳冠軍，並保持該項目的美洲記錄（55.59）。

## 職業生涯
她出生於中國江西省九江市，在一歲時被加拿大安大略省伦敦市一個家庭收養，養父艾德·麥克尼爾（Ed Mac Neil）是一名老師，養母蘇珊·麥克奈爾（Susan McNair）是家庭醫生，她還有一位妹妹，同樣也是在中國被領養。她在8岁时首次参加游泳比赛，2018年进入密歇根大学就读，并加入该校的游泳队。
2019年7月，麦克尼尔出战韩国光州进行的世界游泳锦标赛，在女子100米蝶泳项目中，她以55秒83破美洲纪录的成绩力压瑞典选手萨拉·舍斯特伦和澳大利亚选手艾瑪·麥基翁，爆冷夺得冠军。
2021年7月，她出戰日本東京舉行的2020年夏季奧林匹克運動會，在女子4×100米自由泳接力獲得銀牌，在女子100米蝶泳獲得金牌，在女子4×100米混合泳接力獲得銅牌。

## 註解
1. ↑  新聞報導時常將姓氏寫成MacNeil。